# Aerangis thomsonii
Aerangis thomsonii (Rolfe) Schltr., 1918 è una pianta della famiglia delle Orchidacee, diffusa in Africa Orientale.

## Descrizione
È una orchidea epifita, con fusto legnoso, a crescita monopodiale, che può raggiungere la lunghezza di 1 m, e numerose foglie ligulate, di colore verde scuro, lunghe 8–28 cm.

L'infiorescenza, pendente, lunga sino a 30 cm, si origina dall'ascella foliare, e comprende da 4 a 10 fiori di colore bianco; dalla base del labello si diparte uno sperone lungo 10 cm.  I fiori si aprono nelle ore notturne ed emanano un forte odore simile a quello della vaniglia.

## Biologia
Al pari di molte altre Angraecinae, Aerangis thomsonii si riproduce per impollinazione entomofila da parte di farfalle notturne della famiglia Sphingidae; nel caso specifico è stata chiamata in causa quale insetto pronubo la falena Coelonia fulvinotata, la cui spirotromba ha una lunghezza comparabile a quella dello sperone del fiore.

## Distribuzione e habitat
La specie è diffusa in Etiopia, Kenya, Tanzania e Uganda.